# Roffa Mon Amour
Roffa Mon Amour is een jaarlijks openlucht filmfestival in Rotterdam, dat zich richt op onafhankelijke arthousecinema. Het festival werd opgericht in 2012 en staat bekend om zijn focus op jonge makers, bijzondere filmervaringen en verrassende locaties. Naast het jaarlijkse zomerfestival organiseert Roffa Mon Amour filmevents door het jaar heen.

## Het festival
Roffa Mon Amour is een twaalfdaags filmfestival dat jaarlijks in augustus plaatsvindt in de beeldentuin van kunstinstelling Brutus in Rotterdam. Het festival presenteert films van aanstormend filmtalent en oudere cinema die vandaag de dag nog steeds relevant is. Het filmprogramma wordt omlijst met contextprogramma’s zoals keynote sprekers, live muziek en Q&A’s en randprogramma’s zoals diners en praatsessies. Terugkerende thema’s in het programma zijn jongerencultuur, queer identiteit, mensenrechten, activisme, nachtleven, dekolonisatie, stedelijke ontwikkeling en internetcultuur. Met film als vertrekpunt creëert Roffa Mon Amour een platform voor ontmoeting en reflectie.
Roffa Mon Amour richt zich op een jong publiek (18–38 jaar) en presenteert een filmprogramma dat confronterend, poëtisch en maatschappelijk betrokken kan zijn. Het festival toont films die bestaande perspectieven bevragen, ondervertegenwoordigde stemmen laten horen of esthetisch weten te ontroeren. Door bewust te programmeren op onverwachte locaties waar een jong publiek samenkomt, beoogt Roffa Mon Amour filmbeleving te verbinden met ontmoeting, ontdekking en reflectie. De selectie bestaat uit titels die zelden elders in Nederland vertoond worden en die uitnodigen tot dialoog of verdieping.

## Geschiedenis
Roffa Mon Amour werd in 2012 opgericht door Lisa Smith en Charlotte van Zanten, met als doel een platform te bieden aan opkomende filmmakers en films die buiten de mainstream vallen. De eerste edities vonden plaats op het voormalige terrein van de Hofpleinlijn in Rotterdam Noord. Sindsdien heeft het festival op diverse locaties plaatsgevonden, waaronder het Drijvend Paviljoen, AVL Mundo, en het dak van station Hofplein. 

## Locaties
In de loop der jaren heeft het festival zich door verschillende wijken van Rotterdam bewogen, waarbij de keuze voor ongewone of onverwachte locaties een belangrijk onderdeel is van de identiteit. Sinds 2021 vindt Roffa Mon Amour plaats bij Brutus, tussen de kunstwerken in de beeldentuin van kunstenaar Joep van Lieshout. 

## Programma
Het programma bestaat uit speelfilms, documentaires en korte films van nieuwe internationale makers, thematische specials en multidisciplinaire programma's. Roffa Mon Amour staat bekend om haar filmvertoningen in de openlucht en de informele sfeer waarin publiek en makers elkaar kunnen ontmoeten.
Het filmprogramma van Roffa Mon Amour bestaat uit verschillende onderdelen die zowel nieuwe makers als gevestigde namen een podium bieden:
New Makers Competition
De New Makers Competition richt zich op eerste en tweede speelfilms van internationale makers die nog niet in Nederland zijn uitgebracht. Een jongerenjury bepaalt welke film de New Amour Award wint. Voorbeelden van geselecteerde films zijn Disco Afrika: A Malagasy Story (2023) en The Last Year of Darkness (2023).
Cinematic Favorites
Onder de noemer Cinematic Favorites worden klassiekers vertoond die relevant blijven voor het hedendaagse publiek. Het festival presenteert makers die ondervertegenwoordigd zijn in de masculiene, westerse, heteronormatieve filmcanon; films die op basis van cinematografie, narratief of thema onderscheidend zijn. Er wordt gekozen voor niet-westerse makers en vrouwelijke makers. Voorbeelden zijn But I’m a Cheerleader (1999) van Jamie Babbit en Caramel (2007) van Nadine Labaki.
Cinema Concerts
In de Cinema Concerts worden films begeleid door live muziek. In samenwerking met Operator Radio creëren muzikanten nieuwe soundtracks bij korte films.

## Verder dan film alleen
Roffa Mon Amour organiseert tijdens het festival een contextprogramma, zoals diners, gesprekkers, blind dates, netwerk events, industry events voor de filmwereld, live-performances en meer. Dit doet het festival samen met uiteenlopende organisaties zoals Amnesty International, Operator Radio, Kaapse Brouwers, N8W8 Rotterdam, Queer Rotterdam, Hope Foundation, Sofie Cuit, lokale initiatieven rondom het Slavernijherdenkingsjaar en meer. 

## Talentontwikkeling
Roffa Mon Amour investeert actief in de ontwikkeling van jong talent. Een van de belangrijkste initiatieven is de New Jury: een groep jonge filmliefhebbers die tijdens het festival wordt opgeleid tot filmprogrammeur en jurylid. Onder begeleiding van professionals verdiepen zij zich in filmkritiek en curatie, en kiezen zij de winnaar van de New Amour Award voor beste opkomende maker.

## +Events
Naast het jaarlijkse festival organiseert Roffa Mon Amour het hele jaar door speciale filmvertoningen op diverse locaties, bekend als +Events. Deze evenementen vinden plaats in samenwerking met verschillende partners en op uiteenlopende locaties, zoals De Doelen, Stedelijk Museum Schiedam en Theater Rotterdam. Voorbeelden van vertoonde films zijn Smoke Sauna Sisterhood, Neptune Frost en Sound of Metal. 

## Wetenswaardigheden
De naam is een associatie met de film Hiroshima, mon amour en verwijst naar Roffa, straattaal voor Rotterdam.